# Otto Reinhold Wrangel
Otto Reinhold Wrangel af Sauss, född 10 augusti 1681 (g.s.) på gården Hue utanför Reval, död 9 september 1744 (g.s.) i  Stockholm, var en svensk generalmajor och bruksägare.

## Biografi
Wrangel var son till ryttmästaren Tönnes Johan Wrangel och dennes hustru Elisabet Dorotea Hochgräven. Han blev antagen till krigstjänst 1698 vid Riga Guvernörsregemente dar han steg i graderna under det Stora nordiska kriget. Han deltog bland annat vid Rigas belägring år 1700. 1705 erhöll han officersfullmakt som löjtnant. Därefter deltog han i kriget vid olika regementen och var en av dem som efter Slaget vid Poltava, där han för övrigt precis som kungen blev sårad i foten, följde Karl XII till Bender. Där utnämndes han av kungen till kapten vid Svea Livgarde 1711 och han fick kungens uppdrag att på Krim och runt Asov samla ihop och friköpa svenska krigsfångar. Därefter befordrades han löpande för att i början av 1718 nå majors grad och han deltog då även under Karl XII:s andra norska fälttåg. Vid detta fälttåg följde han kunde och var närvarande vid Fredrikshald då kungen blev skjuten.
Efter kriget utnämndes han till svensk adelsman 1723 och han blev slutligen överste och chef för Livgardet den 20 maj 1739. Därefter deltog han i Hattarnas ryska krig och blev 1743 satt i arrest för att han skulle ha givit krigskonseljen dåliga råd, han blev dock inte vidare åtalad utan satt endast fem månader i arresten. Han avled i Stockholm 1744.
Som bruksägare ärvde han en tredjedel av Laxå bruk från sin första svärfar Anders Lagercrona 1739 och han drev det tillsammans med de övriga arvingarna fram till sin död 1744. Han blev huvudansvarig för egendomen, då han genom sin långa militära karriär ansågs som en bra ledare.